# 方生大師
方生大師是金庸武俠小說《笑傲江湖》的虛構人物。他是少林方丈方證大師的師弟，也是少林派高手兼得道高僧，武功高強、慈悲為懷。曾和「劍術神通」風清揚有數面之緣，使他在日後和令狐沖比試時能認出對方的劍法是風清揚傳授的絕學獨孤九劍。